# Justitia

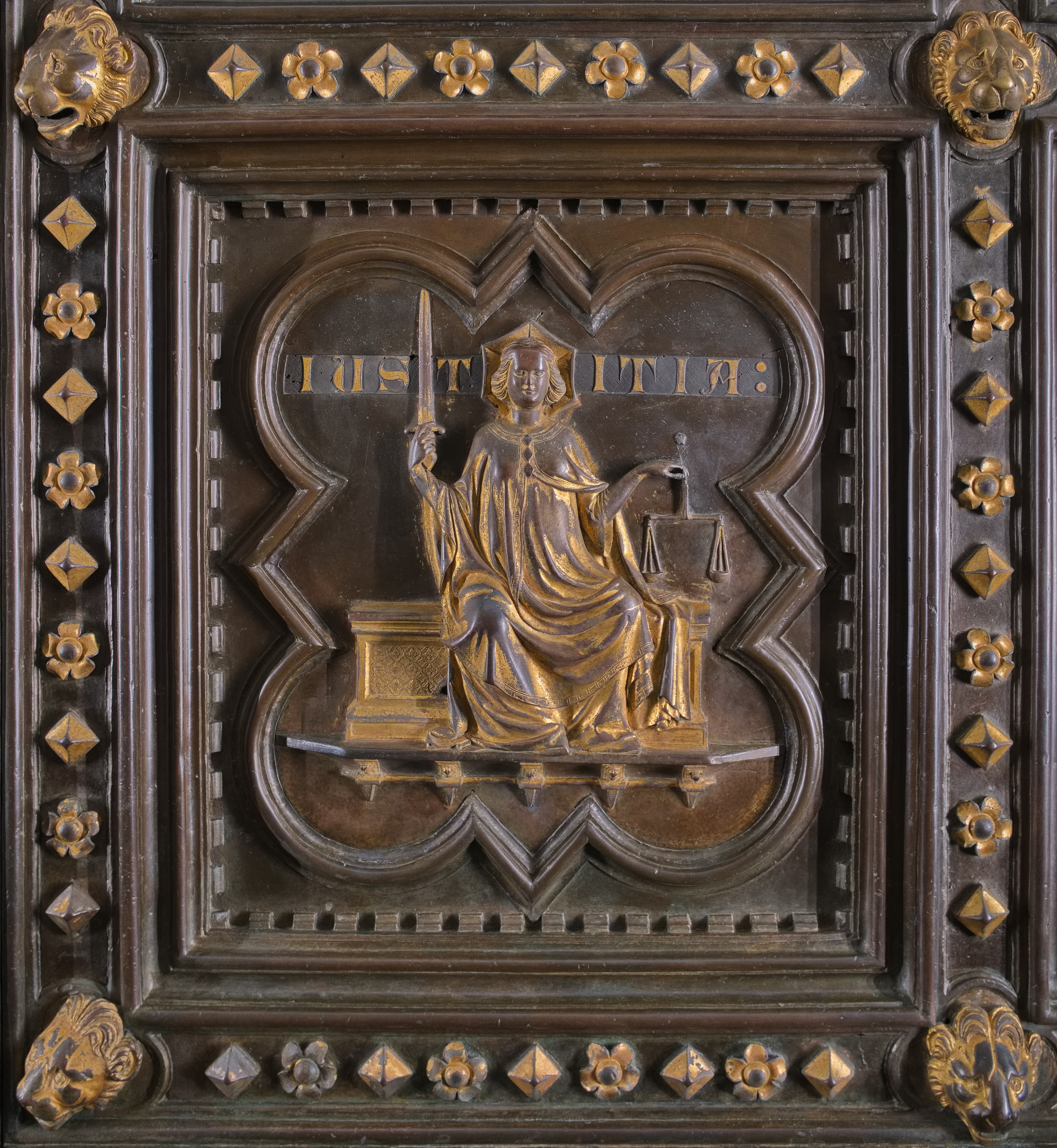
Andrea Pisanos Justitia für ein Bronzeportal des Baptisteriums San Giovanni in Florenz, 1330–36

Justitia (lateinisch: iustitia) ist die Göttin der Gerechtigkeit. In der alten römischen Mythologie steht sie für die ausgleichende Gerechtigkeit, sie ist eng mit der Aequitas verwandt. Zur Zeit von Kaiser Augustus im Rahmen der Interpretatio Romana wird Justitia dann mit den griechischen mythischen Prosopopoiieen Dike und Themis vermengt. Themis verkörpert bei den antiken Griechen eher die durch althergebrachte, göttliche Ordnung bestehende Gerechtigkeit, Dike dagegen eher die strafende, rächende Gerechtigkeit. Diese Zuschreibung wirkt in das christliche Mittelalter und die Neuzeit nach, wo die Justitia in Kunst und Literatur für die strafende Gerechtigkeit oder das Rechtswesen steht. Ihr Schwert zeigt, dass das Recht durchgesetzt wird, ihre Waage steht für das sorgfältige Abwägen aller Fakten, und die Augenbinde symbolisiert, dass Recht für alle gleich gilt.

## Römische Mythologie

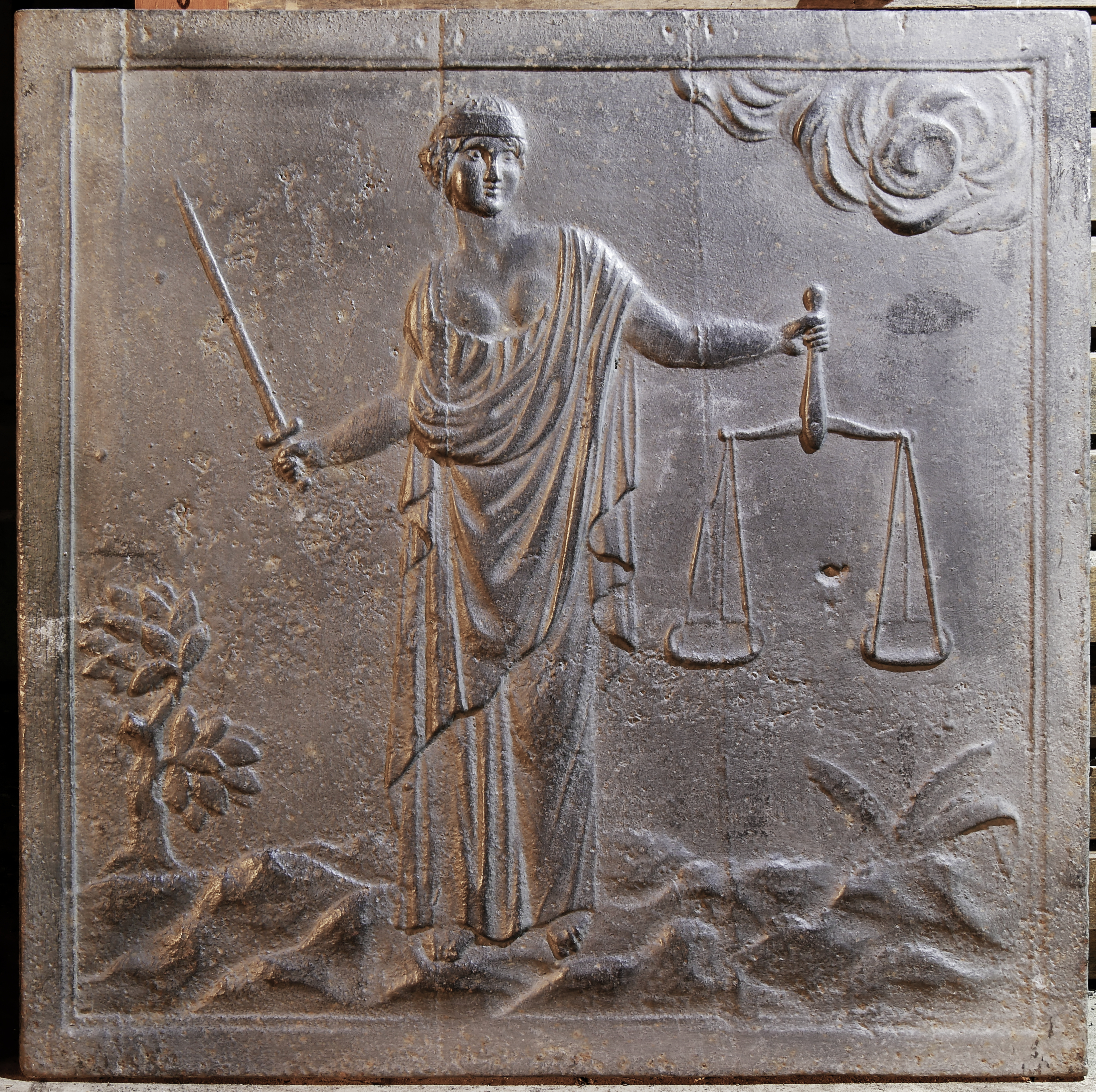
Justitia ohne Augenbinde auf einer Takenplatte

In der römischen Mythologie spielt sie nur an einer Stelle eine Rolle, und zwar im Mythos von den Weltaltern. Hier verlässt die mit Astraea identifizierte Justitia als Letzte der Himmlischen die von Verbrechen erfüllte Erde des Eisernen Zeitalters und kehrt in ihre überirdische Heimat zurück bzw. wird als Sternbild der Jungfrau an den Himmel versetzt.

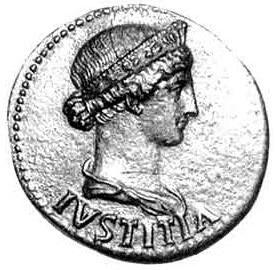
Agrippina minor mit Diadem als Justitia auf einer Münze des Nero

Eine direkte Entsprechung hat sie im griechischen Begriff der Dikaiosyne; iustitia wird von einigen Alten zu den Kardinaltugenden gezählt.

### Ikonographie
In der Antike entspricht die Darstellung der Justitia derjenigen der Aequitas, d. h. ihre Attribute sind die Waage, mit deren Hilfe jedem das Seine zugemessen wird, und das Füllhorn, das den zu verteilenden Reichtum spendet.
Die Formel „Jedem das Seine“ (suum cuique tribuere) geht auf Platons Politeia zurück. Platon übernahm sie von dem Dichter Simonides von Keos. Cicero prägte den Begriff derart entscheidend, dass er in der Rechtsphilosophie des Abendlandes bestimmend werden sollte.
Solche Darstellungen der Justitia/Aequitas erscheinen vielfach auf Münzen der Kaiserzeit, wo sie als Teil der politischen Propaganda den Kaiser in seiner Rolle als Spender materieller Sicherheit versinnbildlichen, der niemanden bevorzugt (weshalb der Waagbalken stets in waagrechter Stellung gezeigt wird). Schon Augustus schrieb sich in seinem Tatenbericht Res Gestae iustitia als eine von vier Herrschertugenden zu – neben virtus („Mannhaftigkeit“), clementia „Milde“ und pietas („Frömmigkeit“).
Wie andere Gottheiten wird sie häufig mit einem Diadem gezeigt, wie man auf einer Münze des Nero sieht, auf der Agrippina die Jüngere als Iustitia abgebildet ist.

## Ikonographie in Mittelalter und Neuzeit

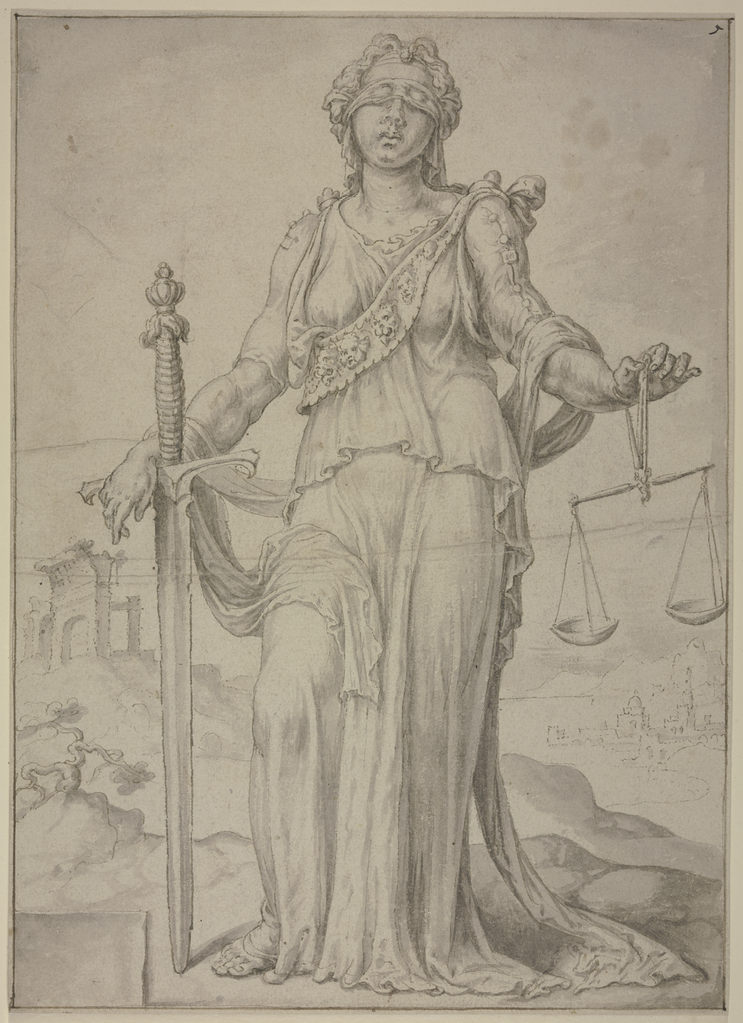
Justitia (Maarten van Heemskerck, 1556)

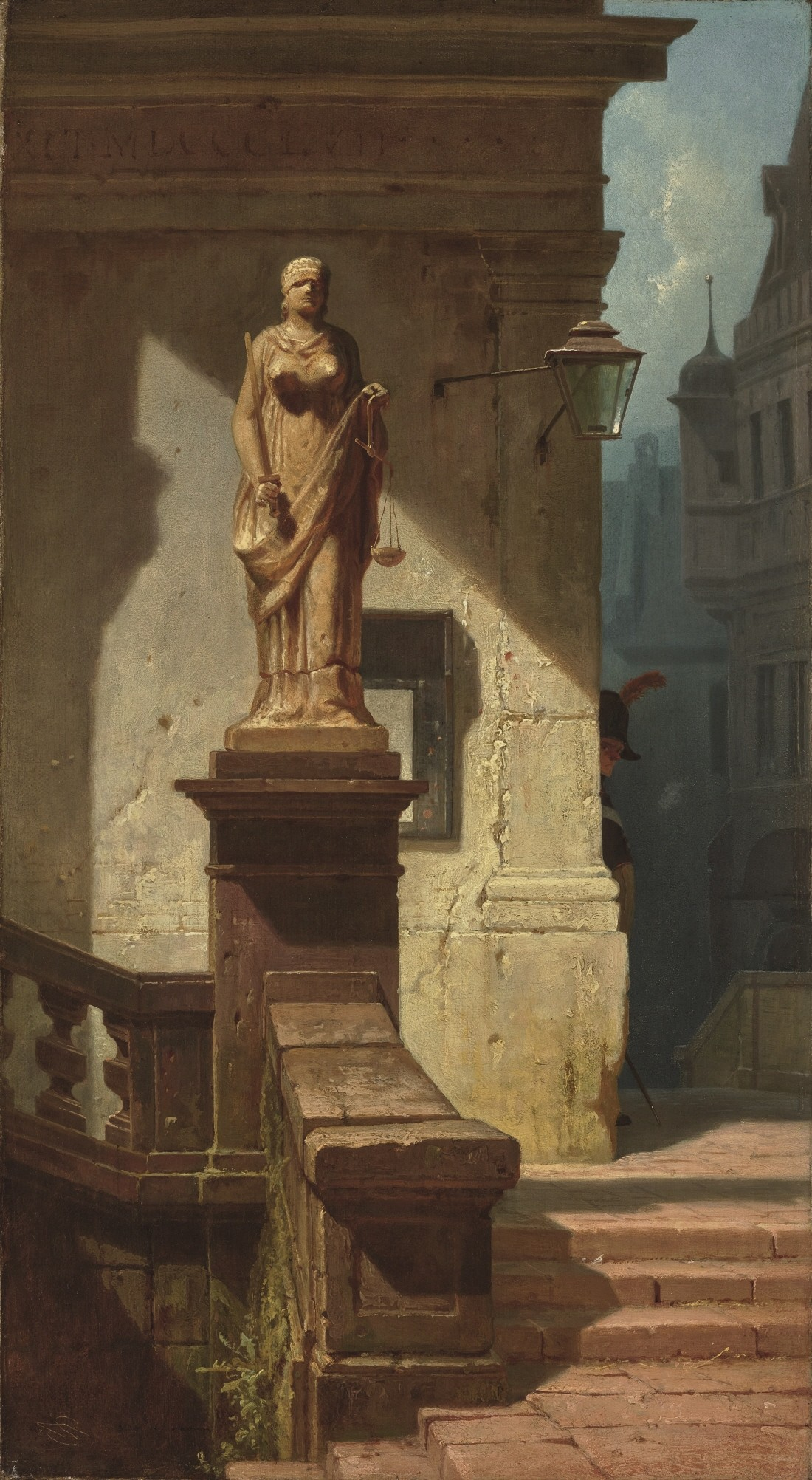
Justitia (Carl Spitzweg, 1857)

Im Mittelalter und in der Neuzeit ist das Bild der Justitia ein vollkommen anderes als im römischen Altertum: Nun wird Justitia meist als Jungfrau dargestellt, die in der linken Hand eine Waage, in der Rechten das Richtschwert hält. Seit Ende des 15. Jahrhunderts wird die Justitia blind bzw. einäugig, später noch deutlicher mit einer Augenbinde dargestellt. In den Rechtsbüchern der spätmittelalterlichen Stadtschreiber von Eisenach, Johannes Rothe sowie Johannes Purgold, wird die Einäugigkeit der Justitia erstmals in deutscher Sprache erläutert: sie ist Symbol für die Unparteilichkeit, also das Richten ohne Ansehen der Person. Bilder der augen- und teils händelosen Justitia finden sich seit 1420 beim in Schlesien oder Böhmen entstandenen, bislang uneditierten Codex Casanatensis. Die Augenbinde wird erst seit dem beginnenden 16. Jahrhundert zum stehenden Attribut. Ein prominentes Beispiel aus dieser Zeit gibt der Gerechtigkeitsbrunnen in Bern.
Die drei Attribute Augenbinde, Waage und Richtschwert sollen somit verdeutlichen, dass das Recht ohne Ansehen der Person (Augenbinde), nach sorgfältiger Abwägung der Sachlage (Waage) gesprochen und schließlich mit der nötigen Härte (Richtschwert) durchgesetzt wird.

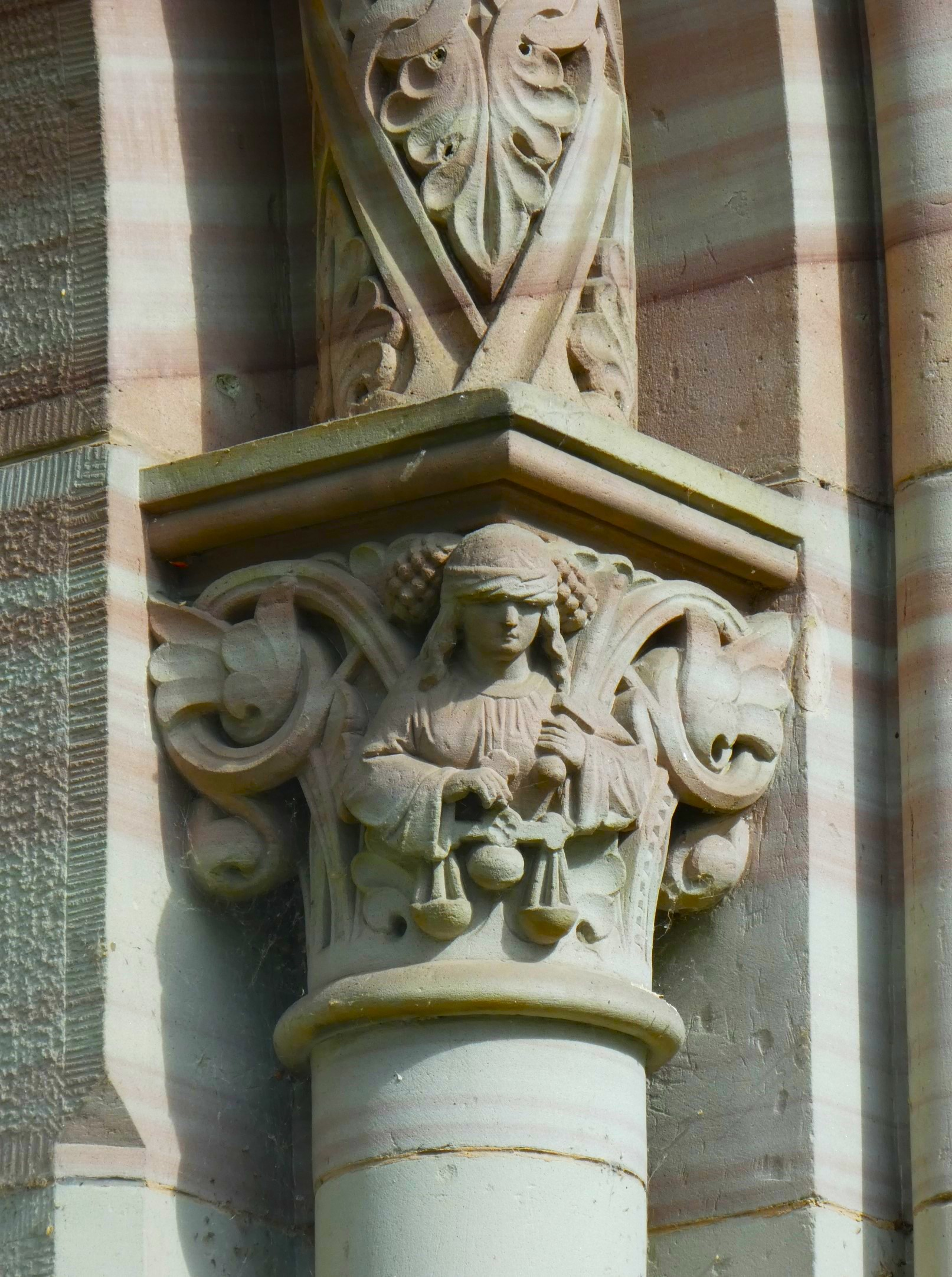
Justitia in einem der vier Gerichtsbarkeits-Kapitelle an den Hauptportalen des Obergerichts Göttingen (Hannoverscher Rundbogenstil, 1854–1856)

Die Waage der neuzeitlichen Justitia ist die Waage des Richters, mit deren Hilfe Für und Wider gegeneinander abgewogen wird, und deren Rolle letztlich der Rolle der Waage im ägyptischen Totengericht entspricht. Entsprechend dem strafrechtlichen Grundsatz In dubio pro reo („im Zweifel für den Angeklagten“), und weil in Zivilverfahren die entgegengesetzten Interessen ausgeglichen werden, steht der Waagbalken – anders als in römischen Darstellungen – oft schräg. In älteren Darstellungen trägt die Göttin des Rechtsfriedens anstatt des Schwertes einen Ölzweig. Dieser symbolisiert den Frieden, der durch den Ausgleich zwischen umstrittenen zivilrechtlichen Interessen – versinnbildlicht durch den schrägen Waagbalken – erreicht werden soll.
Justitia findet sich auch auf Wappen, beispielsweise in Grafenhausen und Oberweißbach/Thüringer Wald.